# Тепетотутланский чинантекский язык
Тепетотутланский чинантекский язык (Chinanteco de Santa Cruz Tepetotutla, Chinanteco del oeste central bajo, Tepetotutla Chinantec) — незначительный чинантекский язык, на котором говорят в муниципалитетах Вега-дель-Соль, Сан-Антонио-дель-Баррио, Сан-Педро-Тлатепуско, Санта-Крус-Тепетотутла, Санто-Томас-Техас, Эль-Наранхаль на севере штата Оахака в Мексике.